# Григоркин, Сергей Михайлович
Сергей Михайлович Григоркин (род. 12 ноября 1952 года, Челябинск) — советский и российский хоккейный тренер, преподаватель, скаут и хоккеист, выступавший на позиции защитника. Заслуженный тренер России.

## Биография
Родился 12 ноября 1952 года в Челябинске. Воспитанник спортклуба ЧТЗ, тренер — П. В. Дубровин. С 1970 по 1975 год выступал за челябинский хоккейный клуб «Трактор», затем с 1975 по 1978 год — за «Металлург». Мастер спорта СССР.
В 1971 году в составе юниорской сборной СССР стал чемпионом Европы.
В 1975 году окончил Челябинский филиал Омского государственного института физической культуры, а в 1983 году — Высшую школу тренеров при Государственном Центральном ордена Ленина институте физической культуры.
Работал тренером в челябинском «Металлурге» (1979—1981), ДЮСШ «Металлург» (1983—1986), ШВСМ Челябинска (1986—1990), «Тракторе» (1990—1999), «Авангарде» (2003—2008). Был генеральным менеджером «Трактора» (1999—2000) и «Газовика (Тюмень)» (2009—2010).
Также был скаутом команд НХЛ «Тампа-Бэй Лайтнинг» (2000—2002) и «Нэшвилл Предаторз» (2002—2003), Центрального скаутского бюро КХЛ (2011—2015).
С 2013 года является доцентом кафедры теории и методики хоккея и футбола Уральского государственного университета физической культуры.
За свою тренерскую карьеру Григоркин подготовил большое количество спортсменов высокого класса, среди которых шесть чемпионов мира — Валерий Карпов, Андрей Зуев, Андрей Сапожников, Игорь Варицкий, К. Астраханцев (все — в 1993 году), Сергей Гомоляко (в 1989 году среди молодёжи).

## Достижения

### Как игрок
- Чемпион Европы среди юниоров 1971.

### Как тренер
«Трактор»
- Двукратный бронзовый призёр чемпионата МХЛ (1992/1993, 1993/1994)

«Авангард»
- Чемпион России ПХЛ 2003/2004
- Серебряный призёр чемпионата России ПХЛ 2005/2006
- Бронзовый призёр чемпионата России ФХР 2006/2007

## Награды и звания
- Почётное звание «Заслуженный тренер России».
- Почётная грамота Правительства Омской области (2004).
- Памятная медаль «ХХII Олимпийские зимние игры и ХI Паралимпийские зимние игры 2014 года в г. Сочи» (2014).
- Благодарность Законодательного Собрания Челябинской области (2017).